# Billie Burke
Pour les articles homonymes, voir Burke.
Billie Burke (Mary William Ethelbert Appleton Burke) est une actrice américaine née le 7 août 1884 à Washington (États-Unis), morte le 14 mai 1970 à Los Angeles (Californie).

## Biographie
Née à Washington, elle fait ses études en France. Elle débute à la scène à Londres en 1903, puis à Broadway en 1907. Elle débute au cinéma muet en 1916 dans Peggy de Thomas Ince. Elle fut la femme de Florenz Ziegfeld, qu'elle avait épousé en 1914. Elle aurait eu une relation avec Dorothy Arzner.
Elle est en particulier connue pour avoir joué la fée gentille (Glinda) dans le Magicien d'Oz.

## Filmographie partielle
- 1916 : Peggy de Thomas H. Ince et Charles Giblyn
- 1916 : Gloria's Romance de Walter Edwin et Campbell Gollan
- 1918 : Trois maris pour une femme (In Pursuit of Polly) de Chester Withey
- 1918 : The Make-Believe Wife de John S. Robertson
- 1919 : The Misleading Widow de John S. Robertson
- 1920 : Away Goes Prudence de John S. Robertson
- 1920 : On demande un mari (The Frisky Mrs. Johnson) d'Edward Dillon
- 1932 : Héritage (A Bill of Divorcement) de George Cukor
- 1933 : La Phalène d'argent (Christopher strong) de Dorothy Arzner
- 1933 : Les Invités de huit heures (Dinner at Eight) de George Cukor
- 1933 : Une nuit seulement (Only Yesterday) de John M. Stahl
- 1934 : Filles d'Amérique (Finishing School) de George Nichols Jr. et Wanda Tuchock
- 1934 : Souvent femme varie (Forsaking All Others) de W. S. Van Dyke
- 1934 : We're Rich Again"" de William A. Seiter
- 1934 : Where Sinners Meet de J. Walter Ruben
- 1935 : Society Doctor de George B. Seitz
- 1935 : After Office Hours de Robert Z. Leonard
- 1935 : Becky Sharp de Rouben Mamoulian
- 1935 : Doubting Thomas de David Butler
- 1935 : Gosse de riche (She Couldn't Take It) de Tay Garnett
- 1935 : Splendeur (Splendor) de Elliott Nugent
- 1935 : Une plume à son chapeau (A Feather in Her Hat) d'Alfred Santell
- 1936 : L'Obsession de madame Craig (Craig's Wife) de Dorothy Arzner
- 1936 : Ma femme américaine (en) (My American Wife) de Harold Young
- 1936 : Piccadilly Jim de Robert Z. Leonard
- 1937 : La Vie privée du tribun (Parnell) de John M. Stahl
- 1937 : Le Couple invisible (Topper) de Norman Z. McLeod
- 1937 : L'Inconnue du palace (The Bride Wore Red) de Dorothy Arzner
- 1937 : Navy Blue and Gold de Sam Wood
- 1938 : Everybody Sing de Edwin L. Marin
- 1938 : Madame et son clochard (Merrily We Live) de Norman Z. McLeod
- 1938 : La Famille sans-souci (The Young in Heart) de Richard Wallace
- 1938 : Fantômes en croisière (Topper Takes a Trip) de Norman Z. McLeod
- 1939 : Deux Bons Copains (Zenobia) de Gordon Douglas
- 1939 : Bridal Suite de Wilhelm Thiele
- 1939 : Le Magicien d'Oz (The Wizard of Oz) de Victor Fleming
- 1939 : Divorcé malgré lui (Eternally Yours) de Tay Garnett
- 1939 : Remember? de Norman Z. McLeod
- 1940 : And One Was Beautiful de Robert B. Sinclair
- 1940 : The Captain Is a Lady de Robert B. Sinclair
- 1940 : Dulcy de S. Sylvan Simon
- 1940 : Irène de Herbert Wilcox
- 1940 : Hullabaloo de Edwin L. Marin
- 1940 : The Ghost Comes Home de Wilhelm Thiele
- 1941 : Une nuit à Lisbonne (One Night in Lisbon) de Edward H. Griffith
- 1941 : Le Retour de Topper (Topper Returns) de Roy Del Ruth
- 1941 : The Wild Man of Borneo de Robert B. Sinclair
- 1942 : L'Homme qui vint dîner (The man who came to dinner) de William Keighley
- 1942 : L'amour n'est pas en jeu (In this our life) de John Huston
- 1942 : Girl Trouble de Harold D. Schuster
- 1942 : What's Cookin'? d'Edward F. Cline
- 1942 : Embrassons la mariée (They All Kissed the Bride) de Alexander Hall
- 1943 : Gildersleeve on Broadway de Gordon Douglas
- 1946 : The Bachelor's Daughters de Andrew L. Stone
- 1949 : Entrons dans la danse (The Barkleys of Broadway) de Charles Walters
- 1950 : Le Père de la mariée (Father of the bride) de Vincente Minnelli
- 1951 : Allons donc, papa ! (Father's Little Dividend) de Vincente Minnelli
- 1953 : Le Joyeux Prisonnier (Small Town Girl) de László Kardos
- 1959: Ce monde à part (The Young Philadelphians) de Vincent Sherman
- 1960 : Le Sergent noir (Sergeant Rutledge)  de John Ford
- 1960 : Pepe de George Sidney : (Caméo

## Galerie

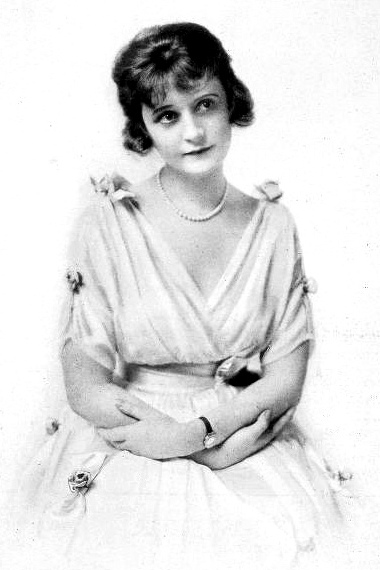
En 1916
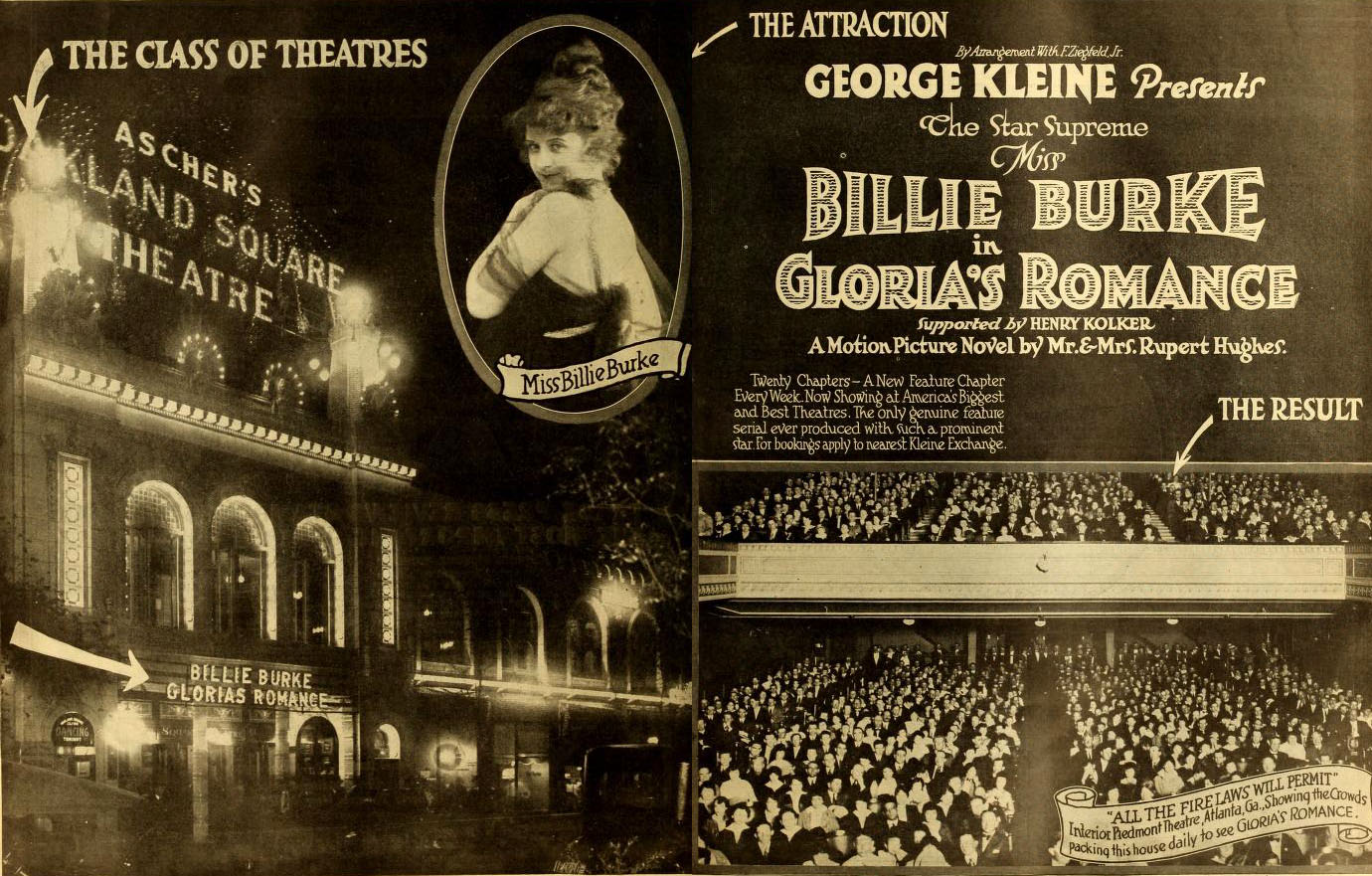
Gloria's Romance (1916)
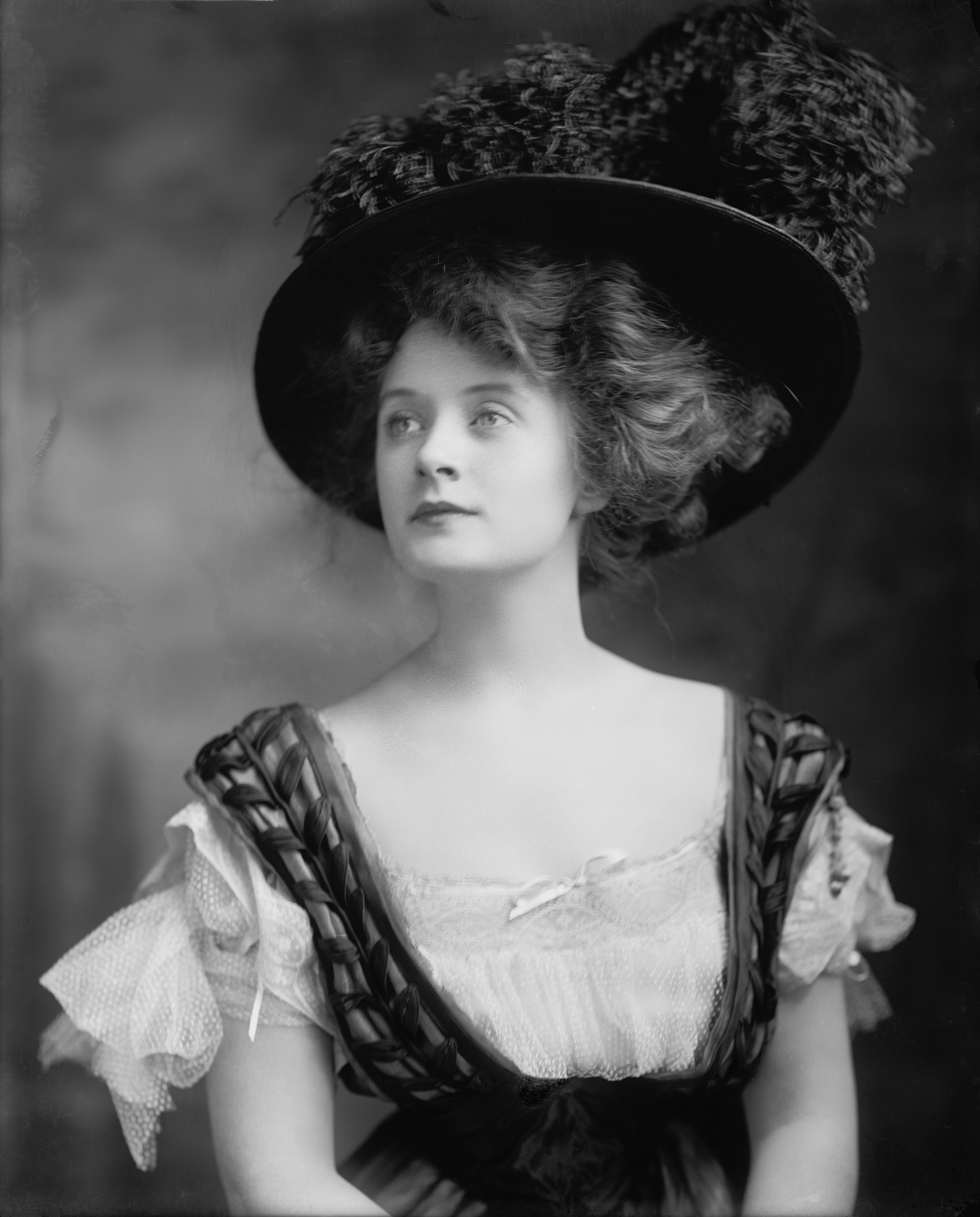
Billie Burke, par Harris & Ewing
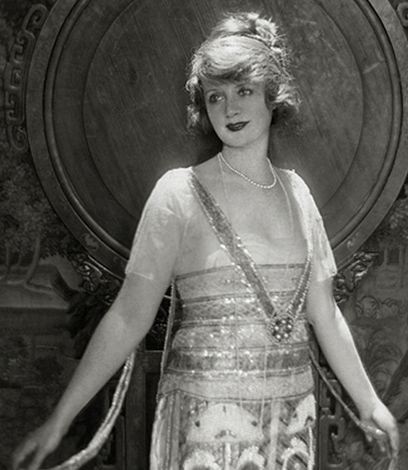
Posant pour Vanity Fair (1920), photographiée par Adolf de Meyer
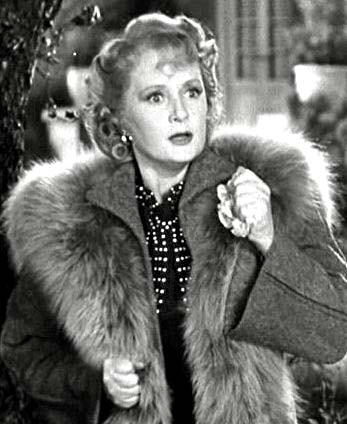
Le Retour de Topper (1941)
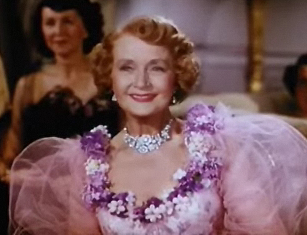
Le Joyeux Prisonnier (1953)

## Hommages
- Depuis 2015, un cratère de la planète Mercure est nommé Burke en son honneur[3].